# Thomas Built Buses
Thomas Built Buses, Inc. je výrobce školních autobusů, se sídlem v High Pointu, North Carolina, USA. Tento výrobce je ve vlastnictví společnosti Daimler AG. Firma produkuje kolem 15 000 kusů školních autobusů za rok.